# Munningen
Munningen település Németországban, azon belül Bajorországban. Lakosainak száma 1728 fő (2023. december 31.). Munningen Wemding, Wechingen, Nördlingen, Oettingen in Bayern, Hainsfarth, Megesheim és Polsingen községekkel határos.

## Népesség
A település népessége az elmúlt években az alábbi módon változott:
| Lakosok száma | 542  | 684  | 588  | 1659 | 1764 | 1768 | 1759 | 1760 | 1732 | 1728 |
|               | 1875 | 1950 | 1975 | 1987 | 2012 | 2014 | 2016 | 2017 | 2021 | 2023 |